# L'agnello rimbalzello
(Narratore quando il lepronte oltrepassa la collina alla fine del film)
L'agnello rimbalzello è un cortometraggio del 2003, diretto da Bud Luckey. Prodotto dai Pixar Animation Studios, è stato mostrato all'inizio de Gli Incredibili in sala e distribuito in DVD.
Il cortometraggio Pixar, oltre a essere diretto, scritto, narrato e composto dallo storico animatore, è il primo, allegato ad un film, a contenere dialoghi.

## Trama
Nella radura degli Stati Uniti sud-occidentali abita un agnello che danza elegante ed è molto popolare tra gli altri animali. Un giorno arriva sul posto un tosatore di pecore, lo afferra per le zampe posteriori e lo tosa per la lana. Senza il suo morbido manto, l'agnello viene schernito dai suoi amici per il suo stato esile e nudo, diventa timido e perde sicurezza nel danzare. Un benevolo jackalope (lepronte in italiano) di passaggio, tuttavia, rincuora l'animale, insegnandogli a saltellare, e a non badare al fatto di venire tosato. L'agnello segue i consigli dell'amico e inizia a saltare, ritrovando così la sua gioia di vivere. La lana dell'agnello ricresce in inverno, per poi essere nuovamente tosata, ma la sua fiducia è ora totalmente incrollabile e continua a saltellare.

## Riconoscimenti
- Nomination agli Oscar 2004: miglior cortometraggio d'animazione